# 毛氈苔花粉屬
毛氈苔花粉屬（學名：Droserapollis）是一屬已滅絕的茅膏菜科植物。
胞芽毛氈苔花粉和台灣毛氈苔花粉兩者的化石花粉皆發現於台灣的中新世構成物。在形態學上，毛氈苔花粉屬的花粉與現生的茅膏菜屬相配。